# 胡松 (正德進士)
胡松（1490年—1572年），字茂卿，號承菴，直隸徽州府績溪縣（今安徽省績溪縣）人，明朝工部尚書，同進士出身。

## 生平
正德八年（1513年）癸酉科應天鄉試舉人。正德九年（1514年），聯捷甲戌科進士，授嘉兴府推官，擢升陕西道监察御史，巡按山东，不久因病归乡。嘉靖六年（1527年），起补陕西道監察御史。桂萼薦王瓊時，胡松爭論，后忤旨，謫廉州府推官，升廣信府同知，轉福建按察司佥事，分部泉州。嘉靖十二年，升任福建布政司右參議。嘉靖十四年，任河南按察司副使。嘉靖十六年，任雲南布政使司右參政。升任貴州按察使、廣東右布政使。嘉靖二十二年，改廣東左布政使。嘉靖二十六年，任都察院右副都御史、總理河道。次年，總督漕運兼廵撫鳳陽，授戶部右侍郎。嘉靖二十九年，任戶部左侍郎、提督太倉。同年改工部尚書，不久引病歸，卒年八十三。

## 家族
祖父胡有明。父胡淳。母方氏，封淑人。

## 延伸阅读
[在维基数据编辑]
 《國朝獻徵錄·卷之五十》，出自焦竑《國朝獻徵錄》
 《明史卷二百〇二》，出自《明史》